# Tuczno
Pour les articles homonymes, voir Tuczno (homonymie).
Tuczno (en allemand : Tütz) est une ville de la voïvodie de Poméranie occidentale, dans le nord-ouest de la Pologne. Elle est le siège de la gmina de Tuczno, dans le powiat de Wałcz. Sa population s'élevait à 1 919 habitants en 2009.

## Histoire
De 1815 à 1945, Tütz fait partie de l'arrondissement de Deutsch Krone dans le district de Marienwerder au sein de la province de Prusse-Occidentale